# Platz des Unsichtbaren Mahnmals

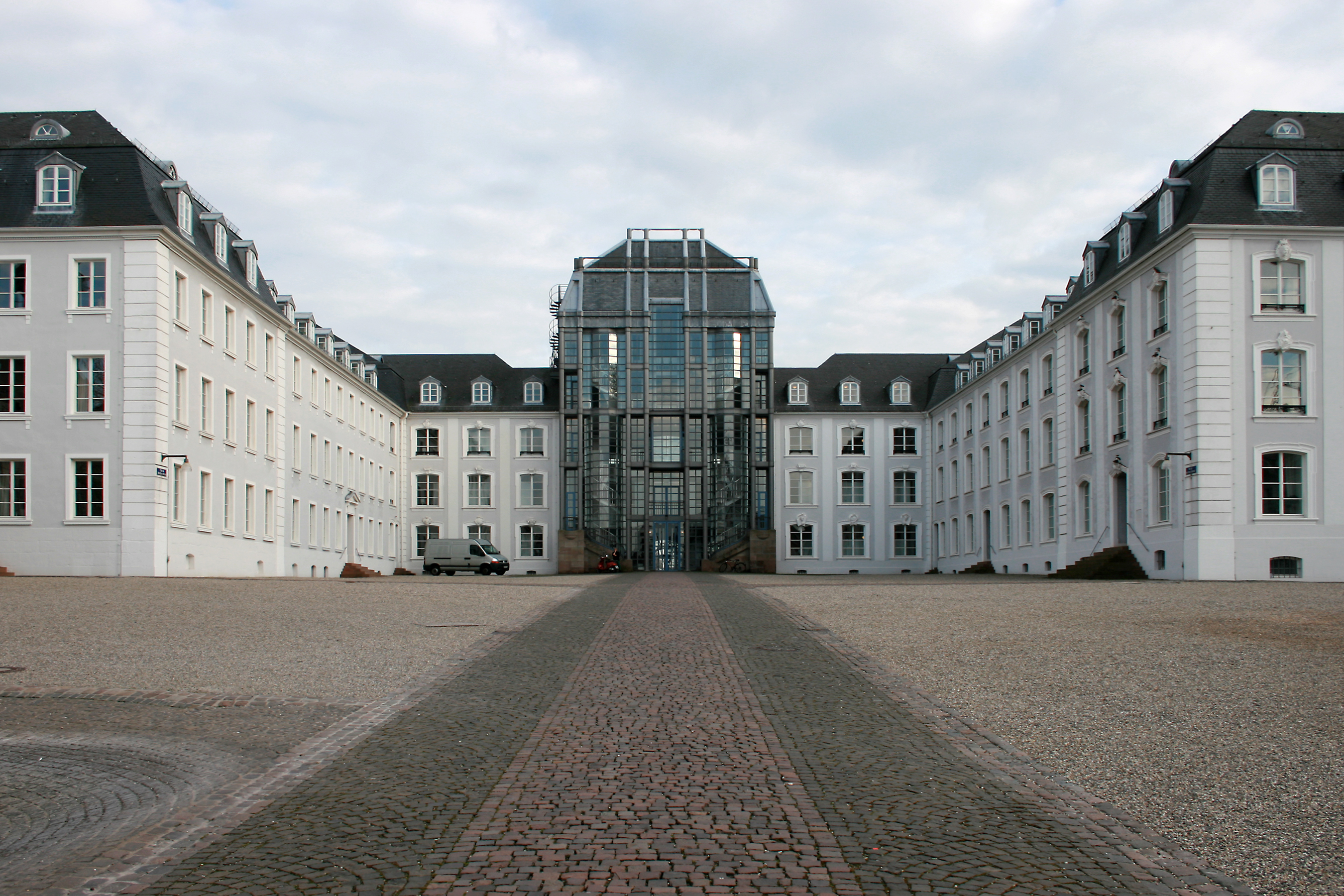
Platz des Unsichtbaren Mahnmals, im Hintergrund das Saarbrücker Schloss

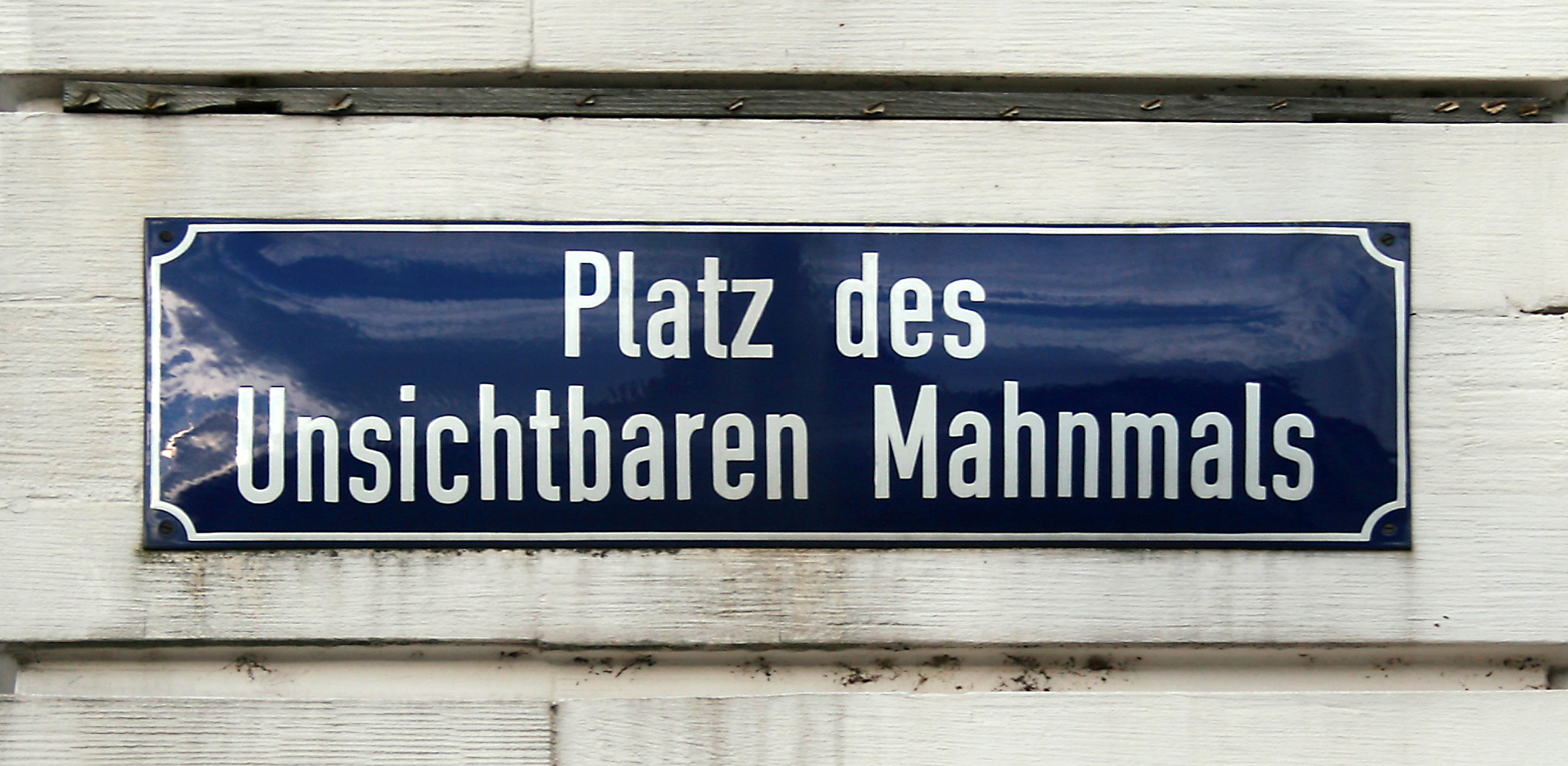
Das 1993 enthüllte Namensschild

Der Platz des Unsichtbaren Mahnmals ist der Vorhof des Saarbrücker Schlosses. Er wurde 1993 in Saarbrücken eingeweiht.
Das Konzept eines nicht sichtbaren Mahnmals geht zurück auf eine Initiative des Kunstprofessors Jochen Gerz und mehrerer Studenten, die zwischen April 1990 und Mai 1993 zunächst heimlich und illegal begannen, in gewesen war.
Die Idee wurde in der Folge vom Stadtverbandstag Saarbrücken aufgegriffen. Sie beschloss im August 1991 die Realisierung eines solchen Denkmals. Insgesamt 2146 Ortsnamen jüdischer Friedhöfe, die bis zum Jahr 1933 bestanden hatten, wurden in die dunklen Pflastersteine des Mittelstreifens des Schlossplatzes eingefräst und im Boden versenkt.
Das Mahnmal wurde am 23. Mai 1993 der Öffentlichkeit übergeben. Es ist seitdem lediglich an den unauffällig angebrachten Schildern zum Platz des Unsichtbaren Mahnmals erkennbar. Auf diese Weise soll die Verdrängung der Geschichte symbolisiert werden.